# Сулькі (Мазовецьке воєводство)
Сулькі (пол. Sulki) — село в Польщі, у гміні Вежбно Венґровського повіту Мазовецького воєводства.
Населення — 116 осіб (2011).
У 1975—1998 роках село належало до Седлецького воєводства.

## Демографія
Демографічна структура станом на 31 березня 2011 року:
|          | Загалом | Допрацездатний вік | Працездатний вік | Постпрацездатний вік |
| -------- | ------- | ------------------ | ---------------- | -------------------- |
| Чоловіки | 59      | 12                 | 40               | 7                    |
| Жінки    | 57      | 11                 | 27               | 19                   |
| Разом    | 116     | 23                 | 67               | 26                   |